# Downtown no Gaki no Tsukai ya Arahende!!
 (octobre 2011).
Si vous disposez d'ouvrages ou d'articles de référence ou si vous connaissez des sites web de qualité traitant du thème abordé ici, merci de compléter l'article en donnant les références utiles à sa vérifiabilité et en les liant à la section « Notes et références ».
Downtown no Gaki no Tsukai ya Arahende!! (ダウンタウンのガキの使いやあらへんで!!), parfois abrégée Gaki no Tsukai ou Gaki Tsuka, est une émission de télévision humoristique japonaise (owarai) créée et présentée par le duo Downtown depuis le 3 octobre 1989. Le programme est diffusé sur Nippon TV et continue à ce jour : Gaki no Tsukai fête son 1 000e épisode le 18 avril 2010. Le programme est diffusé actuellement de 22 h 56 à 23 h 26 (heure normale du Japon).

## Casting de l'émission

### Membres
- Hitoshi Matsumoto (松本 人志, Matsumoto Hitoshi?) du duo Downtown,
- Masatoshi Hamada (浜田 雅功, Hamada Masatoshi?) du duo Downtown,
- Hōsei Yamasaki (山崎 邦正, Yamasaki Hōsei?) de l'ancien duo Team-0,
- Hiromitsu Noriyasu (軌保 博光, Noriyasu Hiromitsu?) de l'ancien duo Team-0, il quitte l'émission fin 1993,
- Naoki Tanaka (田中 直樹, Tanaka Naoki?) du duo Cocorico, depuis 1997,
- Shōzō Endō (遠藤 章造, Endō Shōzō?) du duo Cocorico, depuis 1997.

### Principales apparitions
Comiques :
- Itsuji Itao (板尾 創路, Itao Itsuji?) : membre du duo 130R et ancien membre de l'émission Downtown's Gottsu Ee Kanji.
- Jimmy Ōnishi (ジミー 大西, Jimī Ōnishi?) : il fait des apparitions jusqu'en 1996, avant de quitter le monde de la télévision pour poursuivre une carrière de peintre. Il refait quelque apparitions depuis 2005 dans les batsu game.
- Ameagari Kesshitai (雨上がり決死隊?) : duo formé de Hiroyuki Miyasako (宮迫 博之, Miyasako Hiroyuki?) et de Tōru Hotohara (蛍原 徹, Hotohara Tōru?).
- License (ライセンス, Raisensu?) : Takafumi Inomoto (井本 貴史, Inomoto Takafumi?) et Kazuhiro Fujiwara (藤原 一裕, Fujiwara Kazuhiro?).
- Moriman (モリマン?) : Holstein Morio (ホルスタイン・モリ夫, Horusutain Morio?) et Tanuuma man (種馬マン?). Elles apparaissent notamment dans le segment appelé Yamasaki vs Moriman (山崎VSモリマン?).
- Morisanchū (森三中?) : trio féminin composé de Miyuki Ōshima (大島 美幸, Ōshima Miyuki?), Tomoko Murakami (村上 知子, Murakami Tomoko?) et Kazuko Kurosawa (黒沢かずこ, Kurosawa Kazuko?).
- Hosshan. (ほっしゃん。?) : un humoriste japonais qui apparait souvent durant les batsu game. Sa spécialité est d'aspirer diverses choses par le nez et de les recracher par la bouche, ce qui fait souvent rire les concurrents.
- Hanako Yamada (山田 花子, Yamada Hanako?) : elle apparait dans les batsu game comme une fille ivre : elle parle beaucoup et tente le plus souvent de séduire les participants, et les retient en se collant à eux.
- Shōji Murakami (村上 ショージ, Murakami Shōji?).
- Gekidan-hitori (劇団ひとり?).
- Yūtarō (ゆうたろう?) : imitateur.
- Tomochika (友近?) : imitatrice.

Staff :
- Hiroshi Fujiwara (藤原 寛, Fujiwara Hiroshi?) : ancien manager de Downtown. On le voit souvent habillé en femme pendant les batsu game où il est le maître de cérémonie. Il force alors les concurrents à rire en bégayant ou riant.
- Kenji Suga (菅 賢治, Suga Kenji?) : producteur en chef, il est souvent participant quand son émission a besoin de membres supplémentaires, il apparaît souvent dans de fausses affiches durant les batsu game.
- Toshihide Saitō (藤 敏豪, Saitō Toshihide?)  connu sous le surnom de « Heipō » (ヘイポー?): designeur et concepteur des jeux et assistant directeur. Beaucoup de scènes et jeux sont basés sur sa perversité, sa grande maladresse et ses énormes frayeurs face à tout et n'importe quoi.

Famille :
- Chiaki (千秋?) : l'épouse d'Endō de 2002 à 2007. Chiaki apparait notamment durant le batsu game de l'hôpital, où elle fait un geste mignon pour encourager Endō, son mari à l'époque, alors qu'elle lui avait juré la veille du tournage ne pas participer à l'émission. Durant le batsu game au lycée, pendant que le groupe dort les haut parleurs de l'école diffusent la voix originale d'Endō disant « Chiaki ! Je t'aime ! ». Durant cette même émission, Endō doit porter un maillot marqué « J'aime Chiaki » en rose au lieu de son nom.
- Takahiro Matsumoto (松本 隆博, Matsumoto Takahiro?) : le grand frère de Hitoshi Matsumoto. Il fait quelques apparitions dans les batsu game, chantant et jouant de la guitare. Durant le batsu game à l'hôpital, Matsumoto trouve un faux livre dans son tiroir écrit par son frère, intitulé Hitoshi, te souviens-tu…

Autres :
- Shōhei Shōfukutei (笑福亭 笑瓶, Shōfukutei Shōhei?) : artiste rakugo connu pour son expression « Shōhei-hei ! » (ショウヘイヘイ!?) dit durant le batsu game dans le commissariat. Il apparaît aussi en personne durant le batsu game de l’hôpital, de l'agence de presse et de l'aéroport.
- Ayako Nishikawa (en) (西川 史子, Nishikawa Ayako?) : ancienne participante au concours Miss Japon devenue médecin et tarento. Elle fait généralement des apparitions de médecin sadique. Elle est aussi apparue dans un épisode où Endō essayait de trouver une nouvelle Chiaki (son ex-femme).
- Matsuko Deluxe (マツコ・デラックス, Matsuko Derakkusu?) : tarento travesti.
- Masahiro Chōno (蝶野 正洋, Chōno Masahiro?) : lutteur professionnel retraité. Il a fait ses débuts au batsu game de l'hôpital et a par la suite été invité dans diverses émission de Downtown. Sa signature est de crier « God Damn » en entrant ou quittant une pièce. Il est connu pour avoir giflé violemment Yamasaki pendant tous les batsu game depuis celui de l'hôpital, et parfois un autre membre.
- Ichirō Mizuki (水木 一郎, Mizuki Ichirō?) : chanteur, principalement connu pour le thème de l'anime Mazinger Z.
- Kazuo Umezu (楳図 かずお, Kazuo Umezu?) : mangaka d'apparence squelettique.
- Tatsuo Umemiya (梅宮 辰夫, Uemiya Tatsuo?) : un acteur qui apparait dans les batsu game avec sa femme Claudia.
- Yōichi Nukumizu (温水 洋一, Nukumizu Yōichi?) : acteur aux apparitions très régulières.
- Mikihisa Azumi (東 幹久, Azumi Mikihisa?) : acteur.
- David Hossein : ancien manager de Thane Camus, surnommé Kon'ya ga Yamada (今夜が山田?, « Ce soir c'est Yamada ! »). Il a d'abord joué le rôle d'un docteur auprès du personnage de catcheur Dynamite Shikoku joué par Endō. Son surnom vient de sa prononciation erronée de la phrase Kon'ya ga yama da (今夜がやまだ?, « Ce soir est crucial »). Pendant les batsu game, il dit cette phrase à plusieurs reprises dans des variations différentes, parfois en chantant, mais toujours prononcée de travers, ou erronée, par exemple Hon'ya ga yama da (本屋がやまだ?, « La librairie est cruciale »).
- Kōichi Maejima (前島浩一, Maejima Kōichi?) alias Shin Onii (新おにぃ, Shin Onii?): initialement un extra avant d'être choisi pour jouer le rôle du nouveau mari. Ses facéties ont provoqué l'hilarité des membres, poussant la production à le faire réapparaître à maintes reprises.
- Tomio Suga (菅 登未男, Suga Tomio?) alias Picadilly Umeda (ピカデリー梅田, Picadilly Umeda?): acteur.

Personnages :
- L'équipe d'Africa Chūō TV (アフリカ中央テレビ, Afurika Chūō Terebi?) : une équipe de tournage qui vient d'Afrique et souhaite soudainement interviewer les membres du groupe. Pendant l'interview le chef de l'équipe montre des instructions, par exemple « Montrez vos organes génitaux », « Parlez plus vite » ou encore « Utilisez l'accent d'Okinawa ». Il a aussi une tendance à couper les gens au milieu de la conversation.
- Obachan ichigo (おばちゃん1号?) et Obachan nigo (おばちゃん2号?), littéralement Mamie no1 et Mamie no2 : deux femmes âgées qui apparaissent de façon inattendue et déguisées, régulièrement pour embrasser les membres du groupe.
- La (fausse) femme d'Itao, différente selon les émissions, dont l'une est connue pour danser sur les chansons de Madonna durant les batsu game, notamment sur Like a Virgin.
- Piccadilly Umeda (ピカデリー梅田, Pikaderi Umeda?), un vieux beau incarné par Tomio Suga (菅 登未男, Suga Tomio?).

## Segments de l'émission
L'émission est surtout connue pour les batsu game (罰ゲーム, batsu gēmu), des jeux de punition organisés à la suite d'un pari ou d'un défi perdu, en particulier la série Waratte wa ikenai (笑ってはいけないシリーズ, Waratte wa ikenai shirīzu) diffusée annuellement le 31 décembre au soir depuis 2004, après avoir été introduite en 2003.

### Batsu Gamesou Jeux de punition
- 23 janvier 1990 : Faire des ravages le matin des nouvelles

La perte d'un pari de Matsumoto (émission du 16 janvier 1990) à savoir qui va gagner la compétition de chant Kōhaku Uta Gassen. Matsumoto a dû chanter le matin durant les nouvelles "Zoom in!! Asa!" ; sa chanson a été émise en direct.
- 8 mai 1990 : Publicité pour un spectacle d'une façon sadomasochiste

(Émission du 24 avril 1990) Matsumoto avec Hamada, un jeu dans lequel ils rivalisent pour dire des mots avec la syllabe "su" (). Matsumoto a perdu le jeu car il a répété un de ses mots. En conséquence, il a dû faire de la publicité pour Gaki no Tsukai ya Arahende! à la télévision, d'une façon sadomasochiste.
- 7 août 1990 : Hamada saut en chute libre de 4 000 mètres

Hamada a perdu un pari (Émission du 24 juillet 1990) avec Matsumoto, le duo parie sur leurs équipes de baseball préférées. Hamada devra faire une chute libre d'une hauteur de 4 000 mètres.
- 25 décembre 1990 : Accueil!

Hamada a gagné une partie de golf (Émission du 11 décembre 1990) et Matsumoto a dû accueillir un groupe de personnes dans une chambre d'hôtel dans un costume de geisha.
- 19 février 1991 : Baignade en hiver!

Matsumoto a perdu lors d'une partie de baseball contre Hamada (Émission du 12 février 1991) et a dû nager dans les eaux froides.
- 4 juin 1991 : Montagnes russes

Ceci est la première fois que des spectateurs sont impliqués. Matsumoto contre l'équipe de Hamada avec 500 personnes rivalisent dans un jeu de balle aux prisonniers (diffusé le 28 mai 1991). Matsumoto et son équipe ont perdu et il a dû faire un tour de montagnes russes avec une perruque chauve.
- 19 janvier 1992 : Beeeeeeep

Ceci est la deuxième fois que Hamada parie avec Matsumoto (Émission du 29 décembre 1991) sur qui gagnera la compétition de chant Kouhaku. Matsumoto a perdu et a dû être déguisé en barre de couleur SMPTE pour les Nouvelles du Matin diffusées en direct à la télévision.
Le 26 juin 1992 : Le Phoque
L'équipe de Hamada et l'équipe de Matsumoto ont joué un match de rugby (Émission du 7 juin 1992) et Matsumoto a perdu le match. Il a dû agir comme un phoque formé à écouter les ordres de son 'maître Hamada'.
Le 17 janvier 1993 : Est-ce que je suis stupide ?
Ceci était la troisième fois que Hamada parie avec Matsumoto (Émission du 20 décembre 1992) sur qui gagnera la compétition de chant Kouhaku. Matsumoto a perdu de nouveau et doit mettre un costume de pigeon blanc (la mascotte de Télévision Nihon) pour l'émission de Nouvelles du Matin 'En direct' à la TV, chantant le lyrique "est-ce que je suis stupide ? Est-ce que je suis un imbécile ?"
Le 25 juillet 1993 : Hama-chan voyage à Evian en France
Matsumoto a défié Hamada à une compétition de saut en hauteur (Émission du 11 juillet 1993) et Hamada a perdu à 1,4 m. Il a dû aller à Évian-les-Bains en France avec un équipage et obtenir une bouteille d'eau minérale directement de la source.
Le 6 février 1994 : Matsumoto et sa mère
Ceci était la quatrième fois que Hamada parie avec Matsumoto (Émission du 26 décembre 1993) sur qui gagnera la compétition de Kouhaku. Matsumoto a perdu de nouveau et a dû faire une parodie de comédie avec sa mère sur un programme de minuit.
Le 12 avril 1995 : Hama-chan voyage de porte-mine à New York
Ceci était la cinquième fois que Hamada parie avec Matsumoto (Émission du 18 décembre 1994) sur qui gagnera la compétition de chant Kouhaku. Hamada a perdu et a dû aller à New York avec Suga Kenji (producteur de l'émission) et aller chercher un porte-mine que Matsumoto a prêté au compositeur Ryuichi Sakamoto. Sur le retour, Matsumoto découvre qu'il manque la gomme à effacer sur le porte-mine ainsi Hamada a dû retourner à New York et récupérer la gomme à effacer.
Le 23 août 1998 : (Gaki no tsukai — Hamada L.A. de Okan a TITANIC!!)
Hamada perd un défi de golf contre le reste du groupe (Émission du 24 mai 1998) et doit aller à Los Angeles avec la mère de Matsumoto faire la scène d'amour du Titanic.
Le 2 mai 1999 : Hama-chan 24 heure Nitterre
Hamada perd à nouveau un défi de golf contre le reste du groupe (Émission du 18 octobre 1998) et a dû faire environ 30 publicités pour Nitterre en 24h.
Le 28 novembre 1999 : Concert de piano seul dans une école abandonnée
Dans "Gaki no tsukai - YAMASAKI Scale ga Chiisai Saiban", Yamasaki doit passer en 'justice Gaki no tsukai' il doit jouer un rôle d'une poule mouillée et il doit s'exposer pendant l'événement. Il est reconnu coupable - un séjour d'une nuit dans un lycée vide pour jouer une série de récitals : Merry Christmas Mr Lawrence - Sakamoto Ryuichi à 1 AM, Sonata no.8 Pathetique - Beethoven à 2 AM, Étude op.10 - Chopin à 3 AM et When you wish upon a star - Harline à 4 AM   sans être effrayé par tous les pièges qui ont été créés pour lui.
Le 9 avril 2000 : Tag/Onigokko de 24 heures ()
Un Batsu Game qui a eu lieu au cours d'une période de 24 heures où tout le groupe est présent, sauf Matsumoto. Ils sont enfermés dans une arène sportive, jouant à chat perché avec divers Oni (des démons). Ce sont des hommes dans des costumes noirs qui couvrent tout le corps. Ils attaquent au hasard à des moments inattendus, chaque oni a un type spécifique de punition écrite sur leur costume. La punition est infligée seulement si la victime est touchée. Ce Batsu Game est le résultat de Matsumoto avec sa victoire dans une course de 100 m contre les quatre autres membres du groupe ralliés ensemble tour à tour.
Le 5 août 2001 : Hôtel hanté
Après que Matsumoto ait perdu dans une compétition de nage (Émission du 11 février 2001) contre les quatre autres membres du groupe rallié ensemble tour à tour, Le Batsu Game est enregistré "À l'hôtel ryokan", où Matsumoto doit rester toute la nuit. Il doit supporter des apparitions de fantômes, un costume de samouraï apparemment vide qui va et vient et des coups aléatoires dans les murs et plusieurs autres choses. Les quatre autres membres du groupe le supportent dans sa peur mais finissent par l'effrayer aussi.
Le 11 août 2002 : Matsumoto famille de ranger
(Gaki no tsukai - Souchou Matsumoto RENJAI SHOW!!)
L'équipe de Matsumoto (lui et Heipo) perd contre l'équipe de Hamada dans un segment de saut en longueur (diffusé le 5 mai 2002). En raison du saut manqué de Heipo, Matsumoto doit produire un court épisode avec son père, sa mère, sa sœur aînée et son frère comme une équipe de power ranger.
Le 3 novembre 2002 : Les tartes de l'enfer (Aucune Réaction)
Dans ce jeu, Matsumoto est puni pour avoir perdu un pari (Émission du 27 octobre 2002) avec Hamada sur la série de baseball au Japon en 2002. Dans leur pari, Hamada a choisi les Yomiuri Giants tandis que Matsumoto a choisi les Seibu Lions, les Giant ont gagné la série. Pour sa punition Matsumoto a dû passer un jour à la maison tandis que Hamada, Endo, Tanaka et Yamasaki lui jettent des tartes quand bon leur semble sans arrêter. Matsumoto doit les ignorer, tandis qu'un narrateur hors champ lui dicte ses faits et gestes.
Le 14 décembre 2003 : Hama-chan Vladivostok la claque du siècle
(Émission du 5 octobre 2003) Hamada perd de nouveau contre Matsumoto sur qui gagnerait la série professionnelle de baseball du Japon en 2003. Hamada est forcé d'aller à Vladivostok en Russie et vivre des situations où tout est à l'envers : les meubles de sa chambre d'hôtel, sa pizza dans un restaurant italien, une photo prise derrière une statue. Pour terminer son séjour en Russie, il doit passer derrière un marché pour recevoir une claque au visage d'un russe habillé en étudiant japonais.

### Batsu Gameinterdiction de rire
Plus connu en anglais comme les No Laughing Games, ce jeu a lieu en général à la fin de l'année. L'aventure a débuté en décembre 2003 ; sa popularité grandissant, le Batsu Game interdiction de rire est maintenant tourné tous les ans. Pour cet évènement, qui dure au total 24 heures mais dont généralement seulement six heures des meilleurs moments nous sont retranscrites à la télévision, il peut arriver certaines années d'avoir un spécial de quelque heures de plus. Les concurrents qui participeront seront choisis dans un jeu spécialement organisé à cet effet durant une émission spéciale, ils ne savent pas à l'avance le thème ni le déroulement du Batsu Game. Le tout reste un mystère. À certaines occasions, tout le groupe peut participer au Batsu Game interdiction de rire.
Les heureux gagnants évitent cette journée parfois douloureuse mais ils seront présents à un moment inattendu sur les lieux du jeu pour venir embêter les perdants ou bien seulement être présent avec le staff pour regarder le déroulement du jeu. Par la suite, les perdants se retrouveront en un lieu donné organisé par le staff, pendant toute la durée du Batsu Game ils se retrouveront confrontés à des situations plus absurdes et loufoques les unes que les autres.
La seule et unique règle du jeu est simple : ils ont une totale interdiction de rire. Ils sont constamment regardés sur les écrans du juge par des caméras installées un peu partout sur les lieux, le juge est l'unique personne hors du jeu qui juge si une personne à ri. Si quelqu'un est attrapé à rire, la personne est out le juge nomme alors la personne à punir (exemple : Yamasaki out). Le jeu s'arrête soudainement pendant quelques secondes, le temps que des bourreaux armés arrivent pour frapper aux fesses ceux qui ont ri. Puis le jeu reprend.
Ce jeu est en continu pendant le jour et la nuit (24 heures), ce qui implique que les participants sont confrontés aux punitions même lorsqu'ils dorment. L'arme utilisée est différente à chaque émission et peut même changer pendant l'émission et parfois l'arme est en rapport avec le thème du Batsu Game.
Interdiction de rire dans l'auberge de la source chaude (2003)
Le premier Batsu Game Interdiction de rire, les participants sont Matsumoto, Yamasaki, Tanaka et Endo à la suite de la perte d'une partie de bowling (ensemble) contre Hamada, ils ont dû passer 24 heures dans l'auberge, l'arme utilisée était la sarbacane pour leur tirer une fléchette aux fesses.
Interdiction de rire dans l'Auberge Yugawara (2004)
Dans un jeu de style de roulette russe qui impliquait le sushi, le but est de manger du sushi dont 3 des 100 sushi présentés sont piègés de wasabi très fort. Yamasaki, Tanaka et Hamada ayant perdu, ils devront participer au Batsu Game. Le jeu a été filmé dans la ville de Yugawara. La cravache était l'outil de punition (long bâton en caoutchouc utilisé dans les pratiques sadomasochiste). Matsumoto et Endo ont rejoint le jeu à mi-chemin en tant que « les Frères Fous ». Pour venir monter (ou plutôt baisser) le moral de leurs amis durant le Batsu Game, on peut voir un autre personnage joué par Endo, le lutteur masqué Dynamite Shikoku.
Interdiction de rire dans un lycée (2005)
Matsumoto, Yamasaki, Endo et Tanaka sont punis après la perte d'un autre jeu de style roulette russe où ils doivent choisir une prise de courant sur un mur et ainsi éviter de choisir les 4 prises piégées sur les 100. Cette fois, ils sont envoyés 'au lycée' pendant 24 heures. L'arme de punition pour ce jeu est le shinaï (un long bâton de bambou utilisé pour l'entrainement au kendo) et Hamada a participé pour la première fois comme un des bourreaux. Le Batsu Game a été filmé pendant l'anniversaire de Matsumoto. Une partie très populaire de l'émission est le segment du comédien invité Jimmy Onishi, durant une vidéo où il semble avoir beaucoup de difficulté à prononcer son texte en anglais.
Interdiction de rire dans un commissariat de police (2006)
Ce Batsu Game Interdiction de rire a été présenté à la télévision dans un spécial de 3 heures. Les perdants étaient Yamasaki, Hamada et Endo, ils ont perdu à un jeu de style roulette russe utilisant de grands pots en aluminium, d'autres en métal solide suspendus au plafond du studio. Ils devaient couper leur corde et souhaiter que le pot ne leur tombe pas sur la tête. Les gagnants, Matsumoto et Tanaka sont apparus plus tard dans le jeu pour rendre une petite visite à leurs amis. Les bourreaux étaient particulièrement durs, des policiers américains frappant à coup de matraque sur les fesses.
Interdiction de rire dans un hôpital (2007)
Pour la première fois tout le groupe participe au Batsu Game annuel, il est sans doute le plus « tristement » connu de la série. Un record de coups, du jamais vu dans un autre Batsu Game, Matsumoto ayant reçu un total de 259 coups. ils ont été forcés de porter l'uniforme d'infirmière. Yamasaki, qui venait de terminer un séjour à l'hôpital d'un traitement pour sa gastro entérite, devait s'absenter pendant le jeu pour recevoir son alimentation par transfusion. Dans ce Batsu Game la chanson We are the Hakitaka, chantée par Chiaki (cette version est parodiée de l'original We Are the World) a été coupée pendant la diffusion à la télévision mais la chanson est présente dans la version DVD du Batsu Game. Parmi les invités célèbres qui ont joué le jeu, on peut apercevoir Sonny Chiba, Masahiro Chono et Chiaki (l'ex-femme de Endo) et beaucoup d'autres duos de comédie au Japon.
Interdiction de rire agence de presse (2008)
Pour la deuxième fois tout le groupe participe au jeu de punition annuel. Le thème choisi était de se mettre dans la peau d'un journaliste d'une agence de presse. Les membres ont dû aller à un certain nombre de fausses conférences de presse montées de toutes pièces par le staff et jouer les journalistes. L'ex-femme d'Endo Chiaki a fait une apparition en tant qu'invité à une conférence parlant d'elle, le thème de sa conférence était « le nouveau mari ». Conformément au thème du Batsu Game, des crayons de latex géants ont été utilisés pour punir les membres du groupe.
Interdiction de rire employé d'hôtel (2009)
Pour la troisième fois consécutive, tout le groupe participe au Batsu Game annuel. Le thème est un hôtel de luxe, l'émission a été diffusée de 18 h 30 jusqu'à 0 h 30 le Jour de l'An. De nombreux invités ont fait leur apparition, y compris Masahiro Chono, Masahiro Tanaka, Natsumi Ogawa (la femme d'Hamada), l'ex-femme d'Endo Chiaki, Nukumizu Youichi, Jyunji Endo (le plus jeune frère d'Endo), Masako Mori, Ayumi Nakamura, Monta Yoshinori et Yoshimi Iwasaki.
Interdiction de rire agent secret (2010)
Pour la quatrième fois consécutive, tout le groupe participe au Batsu Game annuel. Filmé dans la ville de Ibaraki, Le thème de cette année était une école d'espion. Plus de 100 célébrités ont été impliquées dans le tournage incluant Itsuji Itao, Matsuko deluxe, Masahiro Chono, Bibari Maeda, Claudia Umemiya et Tatsuo Umemiya.
Interdiction de rire hôtesses de l'air (2011)
Tout le groupe Gaki no Tsukai participe au jeu de punition annuel pour la cinquième fois. Le tournage a eu lieu à l'aéroport Ibaraki, en novembre 2011. Ici, les 5 membres qui incluent Hamada, Matsumoto, Yamasaki, Endo et Tanaka ont été formés pour devenir des hôtesses de l'air. Dans ce Batsu Game, Matsumoto a battu le record de 2007 (Batsu Game à l'hôpital) : cette fois il a reçu 302 coups aux fesses.
Interdiction de rire professeurs enthousiastes (2012)
Les cinq membres sont réunis pour la sixième fois ; ils tiennent d'abord le rôle de professeurs, où l'on verra Matsuko Deluxe et pour la première fois, la femme de Tanaka. Ils changeront de costume une fois remontés dans le temps à l'époque d'Edo. Ils découvriront à ce moment, encore une fois, l'ex-femme d'Endo, Chiaki, ainsi que les membres de sa famille. Matsumoto est celui qui a reçu le plus de coups avec un score de 290.
Interdiction de rire Force de Défense Terrestre (2013)
De nouveau et pour la septième fois, les cinq membres participent au jeu : ils sont des agents de la Force de Défense Terrestre. Matsumoto est de nouveau le plus châtié avec 299 coups.
Interdiction de rire Évasion de Prison « Prison Break » (2014)
Pour cette huitième année de participation de tous les membres, ces derniers seront confrontés pendant 24 heures à l'enfer carcéral d'une prison « GAS Central Prison ». L'annonce officielle devant la presse le 3 décembre 2014 confirmait le tournage de ce nouvel épisode. Il montre les protagonistes en uniforme rayé noir et blanc. Matsumoto reste celui qui reçoit le plus de coups avec un score de 305.
Interdiction de rire Agence de détectives (2015)
Pour cette nouvelles édition, les cinq membres sont déguisés en détectives, et sont rejoints pour le début de l'émission par un sixième membre : Masahiro Nakai du groupe SMAP (groupe). Chiaki fait de nouveau une apparition, ainsi que Masahiro Chōno, Hiroyuki Miyasako, Dewi Sukarno, You, Itsuji Itao, la patineuse Miki Andō et les acteurs Yūya Yagira, Rin Takanashi et Maki Horikita. Matsumoto est de nouveau le plus châtié avec 331 coups, un record.
Interdiction de rire Scientifique (2016)
Pour la dixième édition, les membres se transforment en scientifique.
Interdiction de rire Police américaine (2017)
Pour cette onzième édition, les membres jouent le rôle de policier américain. Pour la première fois, ce batsu fait polémique hors du Japon. En effet, Hamada est maquillé en Eddie Murphy et a donc un blackface au début du jeu.
Interdiction de rire Chasseur de trésor (2018)

### La série Kiki
C'est une série de compétitions où chaque membre goûte un produit sélectionné au hasard de marques différentes avec les yeux bandés, la plupart du temps de la nourriture et des boissons, des cigarettes ont été présentées une seule fois. Après la courte période de dégustation, ils doivent trouver le produit en les goûtant l'un après l'autre sans suivre un ordre précis. Si la personne sélectionne le bon produit il recevra un prix en argent, généralement 100 000 ¥, sinon ils sont punis (comme être frappé aux organe génitaux par une machine ou être giflé par un étranger).

### Le défi technicien
La série de Défi Technicien est une série de défis liés au sexe. Le directeur (Toshihide Saitō) plus connu par son surnom (Heïpo) conduit les membres à Matsumoto, qui explique le défi. Chaque défi est liée au sexe et à la vitesse pour ainsi obtenir le meilleur score. Le perdant (celui qui a obtenu le score le plus faible) est désigné pour la punition. Le premier défi a été de détacher les soutiens-gorge sur un certain nombre de mannequins le plus rapidement possible. Un autre défi de vitesse est d'embrasser tous les lèvres en plastique sur les murs, tout en voyageant à travers un couloir aussi vite que possible. Le défi d'appuyer le plus vite possible sur les mamelons de mannequins qui sont en fait des cloches (Les cloches que l'ont retrouve souvent dans les hôtels pour attirer l'attention du réceptionniste) collées sur les seins. Le défi de pompage à l'aide d'une pompe à air avec une ceinture autour de leurs hanches, le même principe que lors des festivals où l'on doit taper avec un grand marteau et atteindre la cloche au sommet, excepté qu'ils doivent faire des va et vient le plus vite possible et faire monter la boule le plus haut possible. Le défi d'enlever les sous vêtement de dix mannequins en utilisant seulement leurs pieds. Les punitions ont toutes suivi le thème du défi comme pour le décrochage de soutien-gorge où le perdant devait se promener en ville portant un soutien-gorge, le défi pour retirer les sous-vêtements où le perdant devait se promener en ville et porter un sous-vêtement féminin sur la tête.

### Les 500 questions
Les participants doivent répondre à 500 questions, qui sont toutes sur l'avis d'une personne. Ces questions commencent généralement par "Quel est votre personnage favori?", "Quel est la personne la plus intéressante pour vous?", etc. Les personnes qui participent doivent prédire la réponse aux questions des gens qui vont être interrogés. Une réponse correcte leur rapportera un point. Après les 500 questions posées, la personne avec le plus de points gagne un prix et la personne avec le moins de points reçoit une punition. Les gens qui ont été interrogés étaient: Tanaka, Hamada, Aya l'épouse de Yamasaki, un chanteur de Wada Akiko, une maquilleuse célèbre Ikko, Sano Motoharu, Matsuko Deluxe, journaliste et animateur Tahara Soichiro, l'ancien manager de Downtown Fujiwara Hiroshi et le célèbre mangaka Kazuo Umezu.

### Tour de bus en Cosplay
La série comprend habituellement le staff principal Hamada, Matsumoto, Yamazaki, Endo et Tanaka et certains des producteurs de l'émission sont invités à se costumer avec eux. Chaque thème est diffusé pendant 30 minutes. Le but est simple : ils doivent choisir un costume sur le thème de l'émission et jouer à des mini-jeux dans un bus qui circule à certains endroits populaires de Tokyo. Lorsque l'un des joueurs perd à trois reprises à certains moments à un mini-jeu, il est déposé dans un endroit public, la majorité du temps dans un secteur où il y a beaucoup de monde, et le perdant est forcé (à certaines occasions ils sont forcés d'acheter quelque chose) et ensuite revenir à pied au studio. Les thèmes choisis pour l'émission étaient les personnages d'anime (les femmes en particulier), en Kogaru, en reines Sadomasochiste, et en Pink Lady (vêtement populaire des chanteuses japonaises de musique pop vers la fin des années 1970).
Un moment mémorable a été tourné pendant le Tour de Bus en Cosplay sur le thème des anime, Yamasaki (habillé comme Arale de Dr Slump), a perdu et il a été forcé d'acheter des spaghettis pour tous les participants, mais il décide de retourner au studio à pied sans acheter les spaghettis, sur son chemin il rencontre Miyasako, participant et membre du duo comique Ameagari Kesshitai, il avait également été déposé sur la rue (habillé en Kekko Kamen). Ils ont acheté les spaghettis ensemble. En arrivant au studio, Miyasako révèle qu'Yamasaki avait essayé de revenir sans avoir acheté la nourriture. Consterné et indigné, Matsumoto lui ordonna d'aller acheter des spaghettis en Italie. Quelques semaines plus tard, Yamasaki a été forcé de se rendre à Lecce, en Italie pour acheter un plat de spaghetti, tout en étant habillé en Arale.

### La série absolument délicieuse
Plus connu en anglais comme Absolutely Tasty Series, c'est une série de segments de cuisine dans lequel les membres de Gaki no Tsukai préparent des aliments, soit des plats traditionnels japonais comme taiyaki, takoyaki, nabe et chawanmushi ou des plats comme la pizza et les spaghettis. Le but de l'émission est simple. Un plat est choisi et chaque personne improvise deux recettes différentes avec des ingrédients de leurs choix. Ensuite les plats sont cuits. Tout le groupe doit goûter le plat de chacun l'un après l'autre et noter ce plat de un à dix. Cependant il peut arriver que le plat soit immangeable, la tête de mort est alors attribuée. Si le plat est vraiment désastreux, un squelette au complet est attribué à la note. Endo est notoire pour l'utilisation de Frisk, une marque de pastilles à la menthe très forte, dans le choix de ses ingrédients. Les résultats sont généralement désastreux et très désagréables. Matsumoto introduit souvent des ingrédients très inhabituels tels que la patte d'un ours pour le plat de riz cuit à la vapeur dans un cuiseur, un gâteau, un visage de porc et une tête de thon pour la pizza, un cobra séché pour le plat de nabe ou du dentifrice sur le plat des spaghettis.

## 7 Henge
Shichi-henge (七 変 化, Les sept apparitions) est un spectacle où des acteurs et techniciens sont assis à une table pendant qu'un comédien tente de les faire rire. À chaque fois qu'une personne rit, elle doit mettre ¥ 1000 dans une boîte. L'argent récolté est versé à une organisation caritative du choix de l'humoriste. Le champion Bob Sapp a fait une apparition spéciale sur ce segment dans lequel il a recueilli ¥ 53,000 . Le record est actuellement détenu par Koumoto Junichi (河 本 准 一). Plusieurs comédiens étaient impliqués pour piéger Heipō avec l'intention de le faire rire sans arrêt et ainsi lui faire perdre beaucoup d'argent.

### Le jeu des 5 rangers
Dans ce défi, Hamada, Matsumoto, Yamazaki, Endo et Tanaka entrent dans des vestiaires séparés. Chacun au hasard s'habille en l'un des cinq rangers Gorenjai de différentes couleurs de leur choix( Gorenjai: personnages utilisés dans une autre émission de Downtown, Downtown ne Gottsu Ee kanji personnages inspirés des Super sentai ). Le but du jeu est qu'ils arrivent à être tous d'une couleur différente, en moins de 6 heures. La chance que les cinq soient tous de différentes couleurs est de 120 / 3 125 soit 3,84 %).
À l'occasion, le duo Ameagari Kesshitai les rejoint. Le jeu comprend cette fois 7 rangers, mettant en vedette deux couleurs supplémentaires (noir et blanc). Les règles sont exactement les mêmes que les 5 rangers. Ils doivent tous avoir un costume d'une couleur différente en 6 heures.

### Silence dans la Bibliothèque
Le groupe se retrouve ensemble dans une fausse bibliothèque organisée par le staff dans laquelle ils doivent jouer à un jeu style roulette russe mais avec des cartes. Ce jeu se joue à six. Les cartes sont soigneusement placées au milieu de la table et la tablette placée au bout de la table contient les punitions que devront subir les perdants. Chacun doit choisir une carte au hasard et, à GO, tout le monde doit retourner sa carte en même temps. Le perdant qui aura choisi la carte avec la tête de mort perd et doit subir sa punition. Ils doivent faire le moins de bruit possible. Exemples de punitions : tirer un poil de nez, tarentule sur le visage, etc. ; l'ancien champion Ernesto Hoost a fait une apparition spéciale ainsi que Heipo (designeur, concepteur des jeux et assistant directeur de l'émission) et aussi l'auteur et réalisateur Koki Mitani.
Ce segment a été adapté dans un jeu télévisé américain, appelé Silent Library. La version internationale de l'émission Fist of Zen (en) sur MTV.

## Controverse
Hamada a été critiqué[Par qui ?] pour s’être déguisé en Eddie Murphy, se couvrant le visage d'un produit noir, lors du programme du réveillon du 1er janvier 2018, ce qui rappelle le phénomène du blackface ; beaucoup de spectateurs ont également exprimé leur désapprobation vis-à-vis de la violence de la punition appliquée à la tarento Becky lors de cette émission.

## Diffusion
En dehors des émissions spéciales, telles que le Batsu Game « interdiction de rire », l'émission est diffusée sur le réseau de Nippon Television (sauf à Okinawa où le réseau est absent) à des horaires différents suivant les régions (heure normale du Japon) :
- Nippon TV, Sapporo TV, Aomori Broadcasting Corp., Miyagi TV, Yamagata Broadcasting Co., Fukushima Central TV, Yamanashi Broadcasting System, TV Niigata, TV Shinshu, Kitanihon Broadcasting Co., TV Kanazawa, Shizuoka Daiichi TV, Nihonkai TV, Yamaguchi Broadcasting Co., Nishinippon Broadcasting Co., Nankai Broadcasting Co., Kochi Broadcasting Co., Nagasaki International TV, Kumamoto Kemmin TV, TV Oita, Kagoshima Yomiuri TV : de 22 h 56 jusqu'à 23 h 26 chaque dimanche ;
- TV Iwate : de 0 h 50 jusqu'à 1 h 20 chaque dimanche ;
- Chukyo TV : de 0 h 38 jusqu'à 1 h 10 chaque vendredi ;
- Yomiuri TV (depuis le 7 avril 2011) : de 0 h 29 jusqu'à 0 h 59 chaque jeudi ;
- Hiroshima TV : de 0 h 34 jusqu'à 1 h 4 chaque jeudi ;
- Fukuoka Broadcasting Corp. : de 0 h 50 jusqu'à 1 h 20 chaque dimanche ;
- Akita Broadcasting System, Inc. : de 0 h 43 jusqu'à 1 h 13 chaque vendredi ;
- Shikoku Broadcasting Co. : de 0 h 29 jusqu'à 0 h 59 chaque dimanche ;
- Fukui Broadcasting Co. : de 0 h 29 jusqu'à 1 h 0 chaque jeudi ;
- Ryukyu Broadcasting Corp. (réseau Tokyo Broadcasting System) : de 0 h 45 jusqu'à 1 h 20 chaque samedi.